# 페라리 F116/F133 엔진
페라리 F116/F133 엔진 제품군은 1992년부터 페라리에서 생산했던 65° DOHC V12 가솔린 엔진 시리즈다. 456 GT와 함께 도입된 이 엔진은 배기량 5.5L이며 이전 콜롬보에서 파생된 F101 60°를 대체한 새로운 디자인이었고, 페라리 412 4인승에 사용되는 V12 엔진의 한 종류이다.F133이라는 이름의 더 성능이 좋은 변종이 1996년 F113 F12 엔진을 대체하는 페라리 550 마라넬로로 데뷔했다.
F116의 생산은 2003년에 중단되었다. 같은 기간에 F133의 배기량은 5.7L로 증가하여 2011년까지 지속되었다. 이후 페라리  F140 엔진 제품군으로 대체되었다.
모든 엔진은 건식 섬프 윤활과 뱅크 당 이중 오버 헤드 캠축으로 구동되는 48개의 밸브를 특징으로 한다. 블록 및 실린더 헤드는 Nikasil 처리 합금 실린더 라이너를 특징으로 하는 경합금으로 제작되었다.Bosch Motronic 2.7 결합 연료 분사/점화 엔진 관리 시스템이 처음에 장착되었으며 1996년 모트로닉 5.2 장치와 5.7 L 버전용 모트로닉 ME7 시스템으로 대체되었다.

## 모터스포츠
일부 엔지니어링 회사는 페라리 공장의 지원없이 F133A 엔진을 기반으로 레이싱 버전을 제작했다. 이 엔진은 다양한 550 GT 레이스 카에 사용되었으며, 특히 FIA GT 챔피언십, 유럽 르망 시리즈 및 르망 24시에서 많은 승리를 거둔 프로드라이브가 개발 한 550 GTS에 사용되었다.
F133 엔진의 공장 6.0 L 레이싱 버전은 575 GTC를 위해 페라리와 N.테크놀러지가 공동으로 개발하였다.

## 탑재 차량
| 엔진 코드 | 출력             | 보어 × 스트로크                    | 연식           | 사용 차종                       | 최고출력                            | 최고토크                         |
| --------- | ---------------- | ---------------------------------- | -------------- | ------------------------------- | ----------------------------------- | -------------------------------- |
| F116 B    | 5.5 L (5,474 cc) | 88 mm × 75 mm (3.5 in × 3.0 in)    | 1992년~1996년  | 페라리 456                      | 442 PS (325 kW; 436 hp) at 6250 rpm | 550 N·m (406 lbf·ft) at 4500 rpm |
| F116 C    | 5.5 L (5,474 cc) | 88 mm × 75 mm (3.5 in × 3.0 in)    | 1996년~2003년  | 페라리 456 페라리 456M          | 442 PS (325 kW; 436 hp) at 6250 rpm | 550 N·m (406 lbf·ft) at 4500 rpm |
| F133 A    | 5.5 L (5,474 cc) | 88 mm × 75 mm (3.5 in × 3.0 in)    | 1996년~2011년  | 페라리 550 마라넬로             | 485 PS (357 kW; 478 hp) at 7000 rpm | 569 N·m (420 lbf·ft) at 5000 rpm |
| F133 C    | 5.5 L (5,474 cc) | 88 mm × 75 mm (3.5 in × 3.0 in)    | 2000년, 2001년 | 페라리 550 Barchetta 피닌파리나 | 485 PS (357 kW; 478 hp) at 7000 rpm | 569 N·m (420 lbf·ft) at 5000 rpm |
| F133 E    | 5.7 L (5,748 cc) | 89 mm × 77 mm (3.5 in × 3.0 in)    | 2002년~2006년  | 페라리 575M 마라넬로            | 515 PS (379 kW; 508 hp) at 7250 rpm | 588 N·m (434 lbf·ft) at 5250 rpm |
| F133 F    | 5.7 L (5,748 cc) | 89 mm × 77 mm (3.5 in × 3.0 in)    | 2004년~2007년  | 페라리 612 스칼리에티           | 540 PS (397 kW; 533 hp) at 7250 rpm | 588 N·m (434 lbf·ft) at 5250 rpm |
| F133 G    | 5.7 L (5,748 cc) | 89 mm × 77 mm (3.5 in × 3.0 in)    | 2005년, 2006년 | 페라리 슈퍼아메리카             | 540 PS (397 kW; 533 hp) at 7250 rpm | 588 N·m (434 lbf·ft) at 5250 rpm |
| F133 H    | 5.7 L (5,748 cc) | 89 mm × 77 mm (3.5 in × 3.0 in)    | 2008년~2011년  | 페라리 612 스칼리에티           | 540 PS (397 kW; 533 hp) at 7250 rpm | 588 N·m (434 lbf·ft) at 5250 rpm |
| F133 GT   | 6.0 L (5,997 cc) | 90 mm × 78.56 mm (3.5 in × 3.1 in) | 2003년~2005년  | 페라리 575                      | 605 PS (445 kW; 597 hp) at 6300 rpm | 730 N·m (538 lbf·ft) at 5200 rpm |

## 수상
F116/F133 엔진 제품군의 5.5L 모델은 2000년 및 2001년 올해의 국제 엔진 대회에서 "4.0 리터 이상"으로 선정되었다.